# Изменяемый тип
Изменяемый тип (англ. Mutable type) — сложный тип данных в объектно-ориентированном программировании, значения которого (как правило — объекты) после своего создания допускают изменение своих свойств.

## Примеры

### Встроенный язык программирования 1С:Предприятие
Встроенный язык программирования 1С:Предприятие:
- Неизменяемые типы:
  - Число
  - Строка
  - Дата
  - Булево
  - Ссылки (СправочникСсылка.Товары)
  - Цвет
- Изменяемые типы:
  - Объект (СправочникОбъект.Товары)
  - СписокЗначений
  - Форма

### C#
C#:
- Неизменяемые типы:
  - String
- Изменяемые типы:
  - StringBuilder

### Python
Примером изменяемого типа в языке Python является список:
```
l
 
=
 
[
1
,
 
2
,
 
3
]

l
[
0
]
 
=
 
4

```